# نووی سلانکامن
نووی سلانکامن (به صربی: Novi Slankamen) یک منطقهٔ مسکونی در صربستان است که در Inđija Municipality واقع شده‌است.